# کریستین آنفینزن
کریستین آنفینزن (به انگلیسی: Christian Boehmer Anfinsen, Jr.) ‏ (۲۶ مارس ۱۹۱۶ - ۱۴ مه ۱۹۹۵)، بیوشیمیست آمریکایی بود. او در سال ۱۹۷۲ برای کار بر روی ریبونوکلیزها موفق به دریافت جایزه نوبل شیمی شد.

## زندگی‌نامه
آنفینزن در پنسیلوانیا در یک خانواده مهاجر نروژی به دنیا آمد. خانواده او در سال ۱۹۲۰ به فیلادلفیا نقل مکان کرد. او در سال ۱۹۳۷ مدرک کارشناسی اش را از کالج سوارثمور گرفت و در سال ۱۹۳۹ مدرک کارشناسی ارشد خود را در شیمی آلی از دانشگاه پنسیلوانیا دریاف کرد و در ۱۹۴۳ مدرک دکتری در بیوشیمی از دانشکده پزشکی هاروارد گرفت.
.